# آکادمی دوموس
آکادمی دوموس (به انگلیسی: Domus Academy) یک مدرسۀ خصوصی طراحی در میلان، ایتالیا است. این مدرسه دوره‌های تحصیلات تکمیلی و حرفه‌ای را در زمینۀ مُد، طراحی صنعتی و مدیریت طراحی ارائه می‌دهد.:۱۳۲ این مدرسه توسط وزارت آموزش و پرورش، دانشگاه و تحقیقات، در فهرست مؤسسات ذکر نشده‌ است. وزارت آموزش ایتالیا از جمله مؤسساتی است که مجاز به اعطای مدرک در موسیقی، رقص و هنر هستند.
آکادمی دوموس در سال ۱۹۸۲ توسط خانوادۀ ماتزوکی، صاحبان انتشارات دوموس، که مجلات دوموس و چهارچرخ را منتشر می‌کنند، تأسیس شد. ماریا گراتزیا ماتزوکی رئیس مدرسه بود. جان‌فرانکو فرره از سال ۱۹۸۳ تا ۱۹۸۹ میلادی جزو کارکنان بود، و آندره‌آ برانزی برای ده سال اول مدیر فرهنگی بود. در سال ۲۰۰۹ میلادی، مدرسه توسط تحصیلات لوریت بالتیمور، مریلند به مبلغ ده میلیون یورو خریداری شد. در سال ۲۰۱۸ میلادی، لوریت آن را به گروه آموزش جهانی گالیلۀ بریتانیا فروخت.